# Zanthoxylum liboense
Zanthoxylum liboense là một loài thực vật có hoa trong họ Cửu lý hương. Loài này được C.C. Huang miêu tả khoa học đầu tiên năm 1987.